# Juan Agapito y Revilla
Juan Agapito y Revilla (Valladolid, 13 de diciembre de 1867- Valladolid, 7 de diciembre de 1944) fue un historiador y arquitecto español, conocido por su revisión de la historia de Valladolid y por su labor como arquitecto del Ayuntamiento de Valladolid. Fue además, director del Museo Provincial de Bellas Artes entre 1923 y 1931.

## Biografía

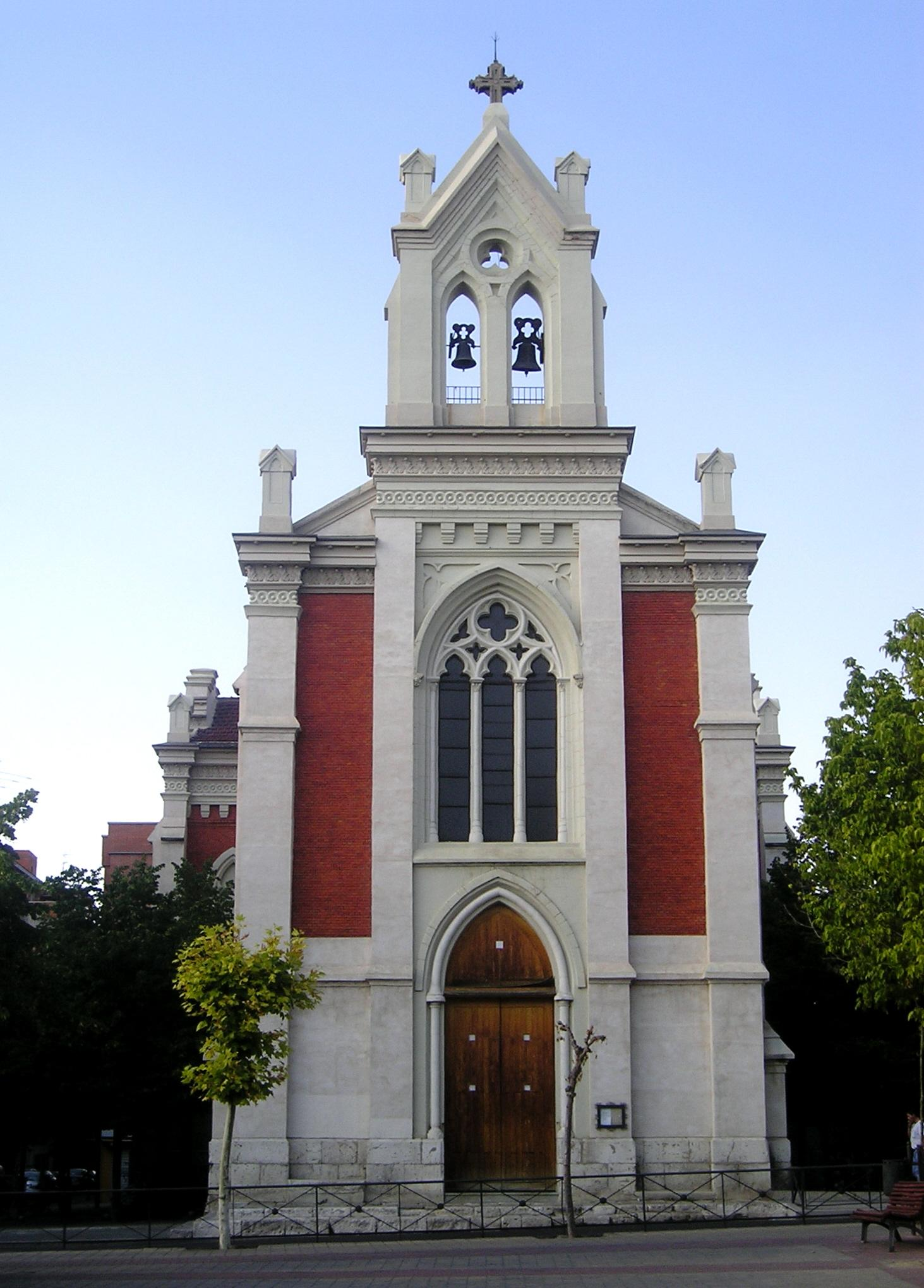
Fachada de la iglesia del Pilar en Valladolid, construida entre 1906 y 1907.

Realizó la carrera de arquitectura en Madrid. Comenzó su carrera en Zaragoza y trabajó durante unos años en Palencia, como arquitecto municipal, destacando por la construcción del Mercado de Abastos y por la redacción del proyecto para el primer servicio domiciliario de aguas. Más tarde pasó a desempeñar el mismo cargo en Valladolid de la mano del Ayuntamiento.
En su etapa como arquitecto municipal, cabe destacar el desvío del río Esgueva a su paso por la ciudad, la pavimentación de las calles y la mejora del alcantarillado, así como la realización de la iglesia de Nuestra Señora del Pilar. Asimismo, desempeñó la labor de director del Museo Nacional de Escultura, miembro de la Real Academia de Bellas Artes de la Purísima Concepción y presidente de la Comisión Provincial de Monumentos.
En su labor como historiador, cabe destacar su labor de investigación sobre la Semana Santa en Valladolid, recabando información sobre la autoría de algunos pasos procesionales.